# Sindicato Español Universitario
Sindicato Español Universitario (SEU) va ser una organització sindical estudiantil de caràcter corporativista, similar a les vinculades als partits feixistes d'Itàlia i Romania, creada durant la Segona República Espanyola per Falange impulsada pel seu líder, José Antonio Primo de Rivera, de qui va prendre la màxima que "cal convertir la universitat en un organisme viu de formació total".
Oficialment es va inscriure com organització el 1935, sent la seva presentació el dia 20 de gener, declarant la seva intenció de ser sindicat únic dels estudiants universitaris amb "vocació d'una universitat imperial". Abans de finalitzar l'any el nombre d'afiliats era d'una mica més de 5.000 (un de cada sis universitaris). Durant el període de 1935 a l'inici de la Guerra Civil Espanyola al juliol de 1936, el SEU va mantenir greus enfrontaments amb el sindicat universitari de l'esquerra republicana, la Federació Universitària Escolar (FUE), que van arribar a causar disturbis en algunes universitats. Igual que Falange, el SEU va participar en els moviments previs al fracassat cop d'estat que va donar lloc a la Guerra Civil donant suport als revoltats, en un moment en el qual contava, a un any i mig de la seva fundació, amb més de 9.000 afiliats, un de cada tres estudiants d'Espanya.

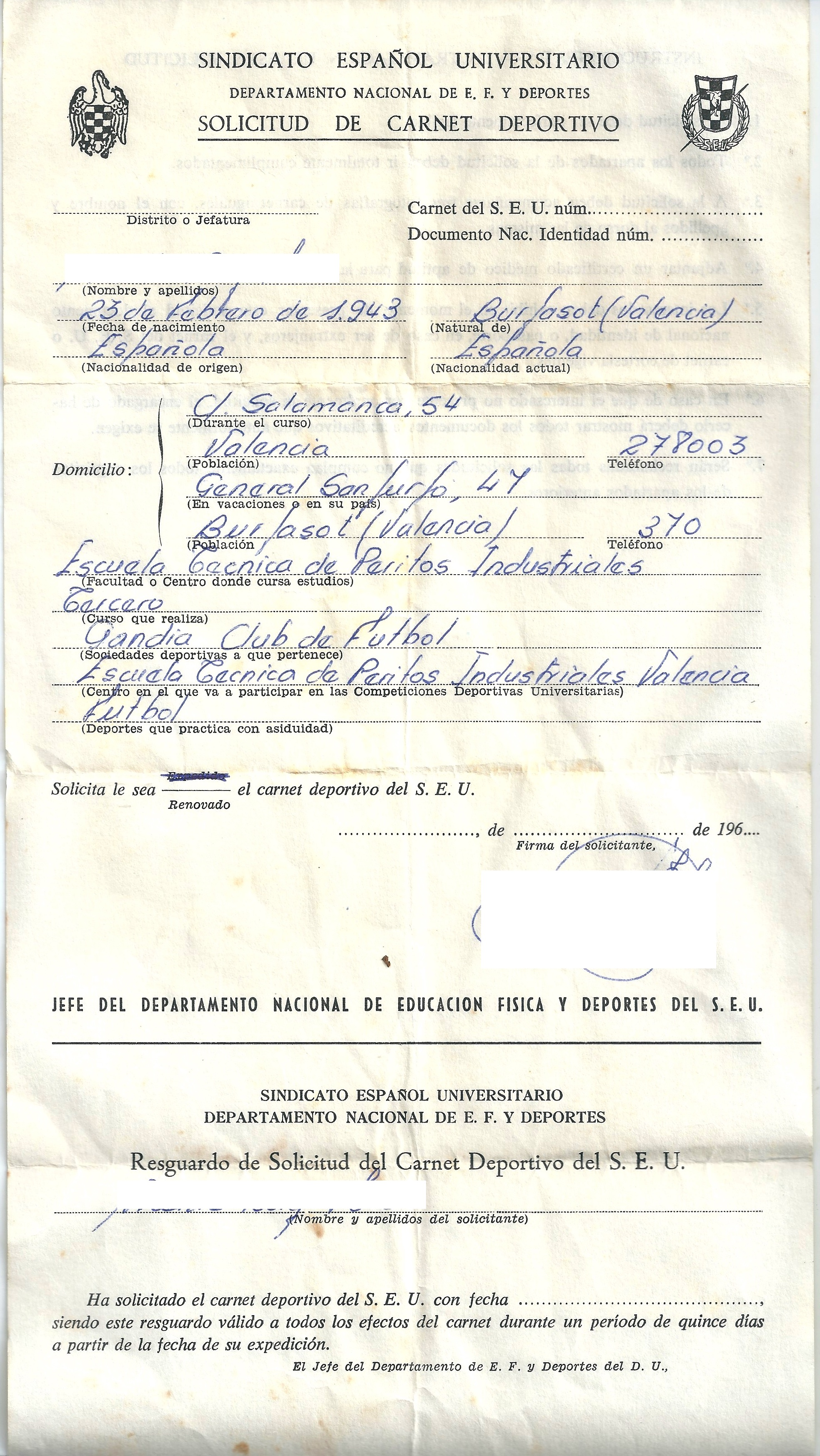
Sol·licitud de Carnet Esportiu del SEU. 1960s

Durant la Guerra Civil bona part dels seus integrants van passar a formar part com oficials de l'exèrcit franquista amb el grau d'alferes provisional. La resta que no van ser nomenats oficials van nodrir bona part de la primera línia de combat de Falange en els diferents fronts en els quals va combatre en la guerra, pel que va ser ampli el nombre de Baixes. En acabar el conflicte van ser també nombrosos els membres del SEU que es van integrar en la División Azul.
El nou règim va resoldre per decret de 23 de setembre de 1939 que el SEU seria l'única organització estudiantil legal, dissolent totes les altres i obligant a altres moviments juvenils de suport al règim a integrar-se, com l'Agrupación Escolar Tradicionalista i la Federación de Estudiantes Católicos. Mitjançant la Llei d'Ordenació Universitària de 29 de juliol de 1943 es va reconèixer al SEU la seva condició d'"òrgan universitari" tant en la Universitat com en les diferents facultats (llevat de les Escoles Tècniques), i l'obligatorietat d'afiliar-se per a qui volgués accedir a la formació superior, així com obtenir beques.
El SEU mai va aconseguir la necessària penetració en la universitat com per a poder exercir el paper de control que tenia assignat, tot i que a algunes universitats organitzà escamots que s'enfrontaven a grups estudiantils clandestins, com els que organitzà Pablo Porta Bussoms a la Universitat de Barcelona. Els moviments estudiantils il·legals a partir de mitjans de la dècada de 1950 van resultar ser més poderosos dintre dels espais educatius. Per altra banda, el mateix règim, igual que va fer en part amb Falange Española de las JONS, no li va oferir un paper rellevant fora de l'estructura del Movimiento Nacional, i ni tan sols va permetre que els seus quadres participessin en el Consell d'Educació de l'Estat.
Tot això unit que alguns dirigents del SEU van començar a qüestionar punts de la política espanyola, va dur a la seva dissolució el 5 d'abril de 1965 i la prohibició específica d'afiliació dels joves universitaris en associació juvenil alguna que no fos la Organización Juvenil Española (OJE).